# 436 - La profezia
436 - La profezia (Population 436) è un film del 2006 diretto da Michelle MacLaren.

## Trama
Steve Kady è un funzionario dell'ufficio censimenti di Chicago che viene inviato a Rockwell Falls per indagare su una strana particolarità: da ormai 100 anni quella cittadina del Colorado ha sempre 436 abitanti. Apparentemente l'atmosfera che si respira nel villaggio è serena, ma Steve si rende presto conto che da Rockwell Falls è molto difficile uscire vivi.

## Produzione
Il film, diretto da Michelle MacLaren su una sceneggiatura di Michael Kingston, fu prodotto da Phyllis Laing e Gavin Polone per la Pariah e girato a Roseisle e Winnipeg in Canada dal 15 giugno 2005. Gli effetti speciali, coordinati da Tim Harding, furono affidati alla Encore Visual Effects. La musica è firmata da Glenn Buhr.

## Distribuzione
Il film fu distribuito negli Stati Uniti dal 13 marzo 2006 (première al South by Southwest Film Festival) in DVD dalla Sony Pictures Home Entertainment con il titolo Population 436.
Alcune delle uscite internazionali sono state:
- in Australia il 19 giugno 2006
- in Ungheria il 20 giugno 2006
- in Germania il 4 luglio 2006
- in Francia il 5 luglio 2006 (Population 436)
- in Islanda il 12 luglio 2006
- nei Paesi Bassi il 18 luglio 2006
- in Italia il 25 luglio 2006
- in Finlandia il 15 novembre 2006
- in Svezia il 5 settembre 2009 (in prima TV)
- in Canada (Population 436)
- in Spagna (Ciudad maldita 436)
- in Ungheria (Lélekszám 436)
- in Grecia (Plithysmos 436)
- in Brasile (População 436)
- in Italia (436 - La profezia)

## Promozione
La tagline è: "The residents of Rockwell Falls are dying for you to visit...".